# PRODAC IV
PRODAC IV ime je za Westinghouseovo računalo koje je nastalo kao razvoj porodice procesnih računala PRODAC iz kasnih 1950-tih godina. Računala PRODAC potječu iz projekta za razvijanje boljih procesnih rješenja za kontrolu procesa unutar visoke peći.

## Povijest
Tvrtka Westinghouse Electric Company, bila je ukljućena u projekt tokom kasnih 1950-tih godina da pronađe bolja rješenja za kontrolu procesa u visokim pećima, koja su trebala biti pouzdana a i moguća da se promjene. Osnova na računalu je izgledala kao dobro rješenje, jer pojavom tranzistora na tržištu te boljih karakteristika od elektronskih cijevi (pouzdanost, manja potrošnja, i fizički manji). Zbog te veće pouzdanosti i pristupaćnije cijene tranzistora, Westinghousovi inženjeri su se uvjerili da bi se posebno prilagođeno računalo moglo primjenjiti unutar procesne industrije gdje je postojala potražnja za bolje uređaje nego dotadašnja elektromehanička i hidraulička procesnih rješenja  Prvo procesno računalo iz porodice PRODAC bio je PRODAC 4449 koji je imao sljedeća inovativna rješenja:
- prioritetne prekide (interrupt)
- odvojene procesne jedinice za matematičke i logičke operacije
- diskretne logičke jedinice s brzinom paljenja i gašenja od 3 mikrosekunde

Westinghouse je napravio 4 stroja koja su bila ugrađena razne željezare po SAD-u, i toliko su bili uspješni da je zadnji PRODAC 4449 izvađen iz uporabe 1983. godine. rješenja iz procesnog PRODAC 4449 korištena su da se napravi računalo PRODAC IV, koje je bilo ugrađeno u električnoj centrali Sewaren za obradu podataka i vođenje poslova u centrali. Uspjeh računala PRODAC IV, pokrenulo je daljnje ulaganje i tako su nastala procesna računala PRODAC-500 a potom prvo mini računalo Westinghouse P-50. Kasnije su razvijena računala P-250, P-550, a zadnje računalo iz serije PRODAC bio je P-2000. Ova serija je kasnije bila ugašena, i sva procesna računala nose ime Westinghouse, bez oznake P poslije ime tvrtke.

## Proizvodi
- PRODAC 4449
- PRODAC IV
- PRODAC-500
- Westinghouse P-50
- Westinghouse P-250
- Westinghouse P-550
- Westinghouse P-2000